# Acacia fleckeri
Acacia fleckeri är en ärtväxtart som beskrevs av Leslie Pedley. Acacia fleckeri ingår i släktet akacior, och familjen ärtväxter. Inga underarter finns listade i Catalogue of Life.